# Dom towarowy Solpol
Dom towarowy Solpol – postmodernistyczny budynek przy ulicy Świdnickiej we Wrocławiu, zbudowany w latach 1992–1993, pełniący pierwotnie funkcję domu towarowego, rozebrany w 2022.

## Historia
Dom towarowy Solpol I znajdował się w miejscu, gdzie od ulicy Świdnickiej odchodzi mała ulica Franciszkańska, prowadząca po północnej stronie średniowiecznego kościoła św. Doroty, Stanisława i Wacława w kierunku pl. Franciszkańskiego. Działka ta była do 1945 roku zabudowana dwoma domami, narożną kamienicą mieszkalną wybudowaną w XIX w. i sąsiadującą z nią kamienicą o funkcji mieszkalno-handlowej. Od północy działkę zamykała bryła dawnego domu towarowego „M. Gerstel”. Obie kamienice zostały zniszczone w czasie II wojny światowej, a ich ruiny rozebrane w latach powojennych. W miejscu tym do początku lat dziewięćdziesiątych znajdowały się prowizoryczne parterowe budynki gastronomiczno-handlowe. W jednym z nich działała kawiarnia „Delicja”. W listopadzie 1991 roku działkę kupił Zygmunt Solorz, właściciel firmy Solpol zajmującej się importem z Niemiec i dystrybucją sprzętu elektronicznego, z zamiarem wybudowania w tym miejscu domu towarowego. We Wrocławiu funkcjonowało wówczas kilka domów towarowych, wszystkie zostały zbudowane jeszcze przed II wojną światową.
Projekt budowy nowego domu towarowego powstawał w roku 1992 w pracowni architektonicznej Studio Ar-5 prowadzonej wówczas przez Wojciecha Jarząbka. Wraz z Jarząbkiem w pracach projektowych uczestniczyli architekci: Paweł Jaszczuk, Jan Matkowski i Jacek Sroczyński. Projekt architektury wnętrz wykonali architekci Elżbieta i Leopold Chyczewscy. Projekt konstrukcji był natomiast dziełem inżynierów Zygmunta Piętki i Wojciecha Święcickiego. Prace budowlane były prowadzone w latach 1992-1993. Otwarcie domu towarowego miało miejsce 6 grudnia 1993 roku. Swoją nazwę przyjął od firmy, która była wówczas obok powstającej w tym czasie telewizji Polsat największym przedsięwzięciem właściciela. W dniu otwarcia nowy dom towarowy cieszył się dużym zainteresowaniem, co szczegółowo relacjonowała wrocławska prasa. Solpol wyróżniał się wówczas swoją nowoczesnością na tle innych tego typu wrocławskich obiektów handlowych. Wyposażony był w ruchome schody i windy ułatwiające komunikację, klimatyzację, nowoczesny system ogrzewania i monitoring kamer przemysłowych. Powierzchnia handlowa na wszystkich kondygnacjach wynajmowana była prywatnym handlowcom. Na parterze umieszczono sklep samoobsługowy, a w piwnicy sklep spożywczy, natomiast na wyższych kondygnacjach stoiska z artykułami poszczególnych branż od odzieży i obuwia poprzez zabawki, artykuły sportowe po sprzęt RTV i komputery. Na ostatnim piętrze z kolei znajdowały się biura. Koszt budowy obiektu wyniósł 5 mln dolarów.
Plany inwestora przewidywały dalszą rozbudowę obiektu do postaci kompleksu handlowo-usługowo-biurowego. Na zakupionej w 1993 roku znajdującej się naprzeciw Solpolu niezabudowanej działce rozpoczęto w 1998 roku budowę drugiego domu towarowego. Został on otwarty w rok później i nosił nazwę Solpol II, a starszy nazywano od tej pory Solpol I. Początkowo planowano połączyć oba budynki naziemnym przeszklonym pomostem z kawiarnią w środku. Plany te jednak nie zostały zrealizowane. Planowano także budowę na tyłach budynku, na niezabudowanej działce u zbiegu ulicy Franciszkańskiej z ulicą św. Doroty, zajmowanej przez parking samochodowy, budowę biurowca o nazwie Solpol III. Ten projekt również nie doczekał się realizacji. Solpol był ostatnim w historii domem towarowym mieszczącym działy i stoiska grupujące towary poszczególnych branż zbudowanym we Wrocławiu.
Na początku XXI w. znaczenie Solpolu jako obiektu handlowego wyraźnie zmalało. W mieście powstawały większe obiekty, takie jak hipermarkety czy galerie handlowe, gdzie większość wrocławian zaczęła robić swoje zakupy. Prywatni najemcy zaczęli opuszczać Solpol, a powierzchnię handlową stopniowo ograniczono. W ostatnich latach użytkowania obiektu stoiska i sklepy funkcjonowały jedynie na parterze budynku. Najdłużej wewnątrz budynku działały sklep jubilerski i oddział banku znajdujące się na parterze. Pozostałe kondygnacje mieszczące niegdyś stoiska i sklepy samoobsługowe były nieużytkowane. Podobny los spotkał sąsiedni Solpol II, który po zaledwie siedmiu latach działalności handlowej (w 2006 roku) przekształcono w biurowiec.
W czasach gdy powierzchnia handlowa obiektu była już w dużej części nieużytkowana, był on wykorzystywany także do innych celów związanych z działalnością jego właściciela Solorza-Żaka. W 2002 roku w piwnicach budynku, specjalnie do tego zaadaptowanych, należąca do niego telewizja Polsat realizowała dwa sezony reality-show Bar.
Utrata znaczenia Solpolu jako obiektu handlowego, brak perspektyw na jego przebudowę na inne cele oraz uciążliwości związane z utrzymywaniem praktycznie nieużytkowanego budynku skłoniły jego właściciela do podjęcia decyzji o jego wyburzeniu i budowie całkowicie nowego budynku w jego miejscu. O takiej możliwości spekulowano przez kilka lat. Pierwsze informacje na ten temat w 2009 roku spotkały się z ostrą krytyką ze strony wrocławskiego środowiska architektów. Stefan Müller, profesor Politechniki Wrocławskiej i były architekt miejski, na łamach wrocławskiej prasy nazwał pomysł wyburzenia Solpolu zbrodnią. Za pozostawieniem budynku opowiedzieli się również historycy sztuki prof. Rafał Eysymontt i dr Agata Gabiś oraz architekci Jan Jerzmański, Zbigniew Maćków i Stanisław Lose, a wrocławski oddział Stowarzyszenia Architektów Polskich wystosował list otwarty w sprawie m.in. Solpolu, który określono jako dokonanie wybitnej myśli architektonicznej.
Ostateczna decyzja została ogłoszona w styczniu 2013 roku. Wiadomość ta przyspieszyła działania zmierzające do uratowania obiektu. Na początku 2015 roku złożono wniosek w biurze wojewódzkiego konserwatora zabytków aby wpisać dom towarowy Solpol do rejestru zabytków. Jednak w lipcu 2015 r. wojewódzka konserwator zabytków Barbara Nowak-Obelinda odmówiła objęcia obiektu opieką konserwatorską uzasadniając tę decyzję argumentami, że „w świetle obowiązujących zapisów nie ma on wartości artystycznej, naukowej i historycznej”.
Gdyby działania zmierzające do wpisania Solpolu do rejestru zabytków odniosły skutek byłby on najmłodszym zabytkiem we Wrocławiu i w Polsce zarazem. Do 2019 roku pierwszeństwo pod tym względem miało audytorium Wydziału Chemii Uniwersytetu Wrocławskiego zbudowane w 1971 roku, a wpisane do rejestru w roku 2012. W 2019 najmłodszym zabytkiem w Polsce została Cerkiew Narodzenia Przenajświętszej Bogarodzicy w Białym Borze z lat 1992-1997.
Dążąc do objęcia budynku ochroną konserwatorską, Towarzystwo Upiększania Miasta Wrocławia wniosło skargę na decyzję wojewódzkiej konserwator zabytków do Wojewódzkiego Sądu Administracyjnego w Warszawie, a po jego wyroku podtrzymującym tę decyzję, organizacja wniosła skargę kasacyjną do Naczelnego Sądu Administracyjnego.
W czerwcu 2021 przeciwnicy rozbiórki opublikowali petycję skierowaną do prezydenta Wrocławia, podpisało się pod nią około 3 tysiące osób. 30 lipca 2021 r. Urząd Miasta Wrocławia wydał decyzję w sprawie pozwolenia na rozbiórkę budynku Solpol pomimo nierozstrzygnięcia przez wojewodę dolnośląskiego zażalenia Towarzystwa Upiększania Miasta Wrocławia na decyzję Urzędu Miasta Wrocławia w przedmiocie niedopuszczenia tej organizacji do postępowania w sprawie udzielenia zgody na rozbiórkę. Kilka dni później ponad 100 osób uczestniczyło w proteście w obronie Solpolu, podczas którego tańczono do przebojów z lat 1990. w strojach z tej epoki.

## Architektura
Budynek domu towarowego zajmował narożną działkę, jego elewacja cofała się ukośnie w kierunku narożnika w stosunku do linii zabudowy tej części ulicy. Pięciokondygnacyjny i podpiwniczony budynek z czterema kondygnacjami powierzchni handlowych i zapleczem technicznym został wzniesiony w żelbetowej konstrukcji szkieletowej. Elewacje budynku pokryte były gładkimi płytami ceramicznymi w trzech różnych kolorach: żółtym, różowym i beżowym, umocowanymi na aluminiowym ruszcie. Uzupełniały je fragmenty stalowej konstrukcji pomalowane w kolorach zielonym i fioletowym. Główne wejście do budynku umieszczono w ściętym narożniku akcentując go wieloboczną przeszkloną wieżą doświetlającą częściowo wnętrza. Przed licem elewacji umieszczono dwie nadbudówki uskokowo wznoszące się ku górze, mieszczące schody. Otwory okienne znajdowały się jedynie na parterze, w nadbudówce ze schodami prowadzącymi od głównego wejścia na ostatnią kondygnację handlową oraz na najwyższym piętrze mieszczącym biura; pozostałe pomieszczenia doświetlane były światłem sztucznym. Powierzchnie handlowe na czterech kondygnacjach mogły być dzięki konstrukcji szkieletowej kształtowane w dowolny sposób przez lekkie ściany działowe.
Od swojego powstania Solpol był jedną z najbardziej kontrowersyjnych realizacji architektonicznych ostatniej dekady XX w. Jego przeciwnicy szczególnie krytykowali jaskrawe barwy elewacji oraz fakt, że budynek stoi bezpośrednio przy zabytkowym gotyckim kościele. Budynku bronili znani wrocławscy architekci i historycy architektury, wśród nich był m.in. ówczesny architekt miejski prof. Jerzy Rozpędowski. Przekonywał on, że zestawienie obok siebie dwóch tak różnych budynków wcale nie musi być kontrowersyjne, czego dowodzi m.in. wymuszone w czasie prac projektowych cofnięcie jego fasady, co miało podkreślić szacunek dla zabytkowej gotyckiej architektury kościoła a także, że kościół będzie lepiej widoczny w kontrastowym zestawieniu z nowoczesnym domem handlowym. Główny projektant Wojciech Jarząbek broniąc się przed krytyką wskazywał na elementy bryły budynku nawiązujące do sąsiednich zabytków – kościoła św. Doroty i neobarokowego hotelu Monopol. Przekonywał, że: „każdy element architektoniczny domu towarowego nawiązuje do wyglądu sąsiednich budynków. Główna bryła odchyla się, by ukazać kościół, a wejście narożne nawiązuje do podobnego wejścia w Monopolu. Przeszklona wieża jest parafrazą apsydy kościoła”. Według Jarząbka także barwy elewacji były podobne do kolorów okolicznych budynków, a szczególnie rzucający się w oczy różowy był wówczas bardzo modny w plastyce i ubiorach.
Zestawienie jaskrawych kolorów elewacji ze zgeometryzowanymi formami nadbudówek i otworów okiennych nadały budynkowi oryginalny charakter i podkreśliły jego dynamizm i siłę ekspresji, co z drugiej strony stało się przedmiotem ostrej krytyki wielu odbiorców. Dom towarowy Solpol był przykładem architektury postmodernizmu we Wrocławiu i w Polsce. Był pierwszym w mieście budynkiem, który zapoczątkował ten nurt w architekturze Wrocławia.